# Constantin Burduja
Constantin Burduja (n. 24 februarie 1906, Neamț – d. 26 iulie 1983, Iași) a fost un biolog, profesor universitar, director al Grădinii Botanice din Iași (1958-1962), inițiatorul școlii de morfologie și anatomie vegetală la Universitatea „Alexandru Ioan Cuza” din Iași.

## Cariera profesională
A urmat școala primară în satul natal (Borniș-Neamț) și Liceul „Petru Rareș” în Piatra Neamț, promoția 1931. Licențiat al secției Științe naturale de la Facultatea de Științe a Universității din Iași (1935), C. Burduja își susține teza de doctorat „Contribuție la studiul florei și vegetației din Depresiunea Roznov-Neamț” în anul 1949, sub conducerea înaintașului său Constantin Papp. A predat Geobotanica, Fitogeografia și Morfologia plantelor până în 1971, când se pensionează, funcționând în continuare ca profesor consultant și conducător de doctorat.
Este văr cu Prof. Dr. Ioan Burduja de la Catedra de Economie.
Florist și ecolog neîntrecut, autor al unui număr de peste 100 de lucrări științifice, privind vegetația Moldovei și Dobrogei, inițiator al studiilor de anatomie vegetală comparată, ecologică și experimentală, C. Burduja este citat în diferite lucrări de sinteză și tratate publicate în străinătate. Alături de renumitul botanist Emilian Țopa, este considerat unul dintre ctitorii noii grădini botanice din Dealul Copoului, înființată în anul 1963.